# Єсьонка (Жирардовський повіт)
Єсьонка (пол. Jesionka) — село в Польщі, у гміні Віскітки Жирардовського повіту Мазовецького воєводства.
Населення — 968 осіб (2011).
У 1975-1998 роках село належало до Скерневицького воєводства.

## Демографія
Демографічна структура станом на 31 березня 2011 року:
|          | Загалом | Допрацездатний вік | Працездатний вік | Постпрацездатний вік |
| -------- | ------- | ------------------ | ---------------- | -------------------- |
| Чоловіки | 473     | 114                | 319              | 40                   |
| Жінки    | 495     | 111                | 283              | 101                  |
| Разом    | 968     | 225                | 602              | 141                  |